# Брайтенгайм
Брайтенгайм (нім. Breitenheim) — громада в Німеччині, розташована в землі Рейнланд-Пфальц. Входить до складу району Бад-Кройцнах. Складова частина об'єднання громад Майзенгайм.
Площа — 5,69 км2. Населення становить 387 ос. (станом на 31 грудня 2020).